# 105 Herculis
105 Herculis är en orange jätte i Herkules stjärnbild.
Stjärnan har visuell magnitud +5,28 och är synlig för blotta ögat vid någorlunda god seeing. Den befinner sig på ett avstånd av ungefär 975 ljusår.